# منزل موزارت فيينا

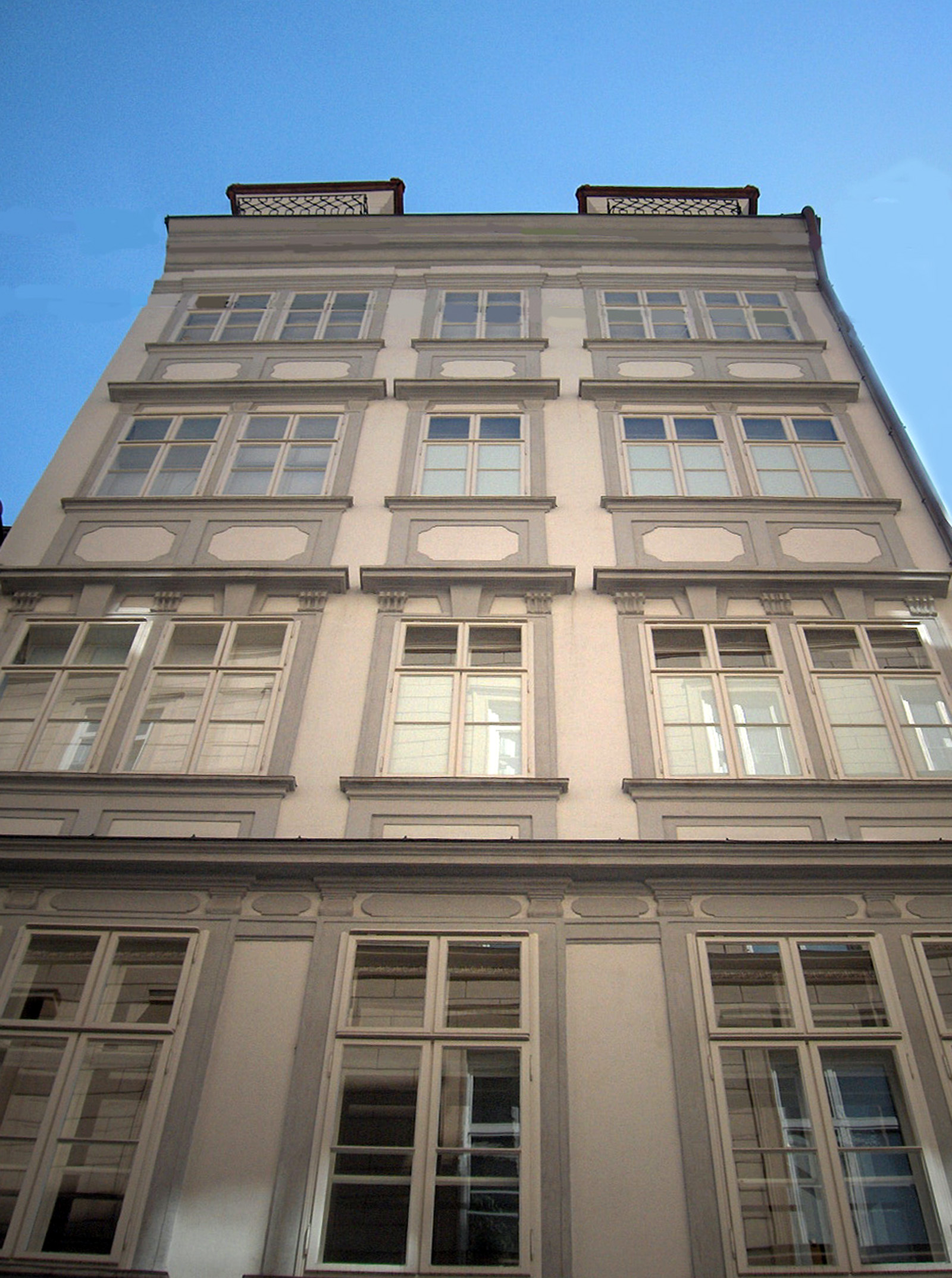
منزل موزارت فيينا.

كان منزل موزارت فيينا مقر إقامة موزارت من 1784 إلى 1787. هذا المبنى في مدينة فيينا القديمة، ليس بعيدًا عن كاتدرائية القديس شتيفانس، هو محل إقامته الوحيد المتبقي في فيينا وهو الآن متحف.

## تاريخ
يقع المنزل في دومجاس. تم بناؤه في القرن السابع عشر، ويتكون من طابقين في الأصل، وأعيد تطويره في عام 1716. استأجر موزارت غرفًا هنا منذ عام 1784, وفي ذلك الوقت كان يُعرف أيضًا باسم Camesina House, على اسم العائلة التي كانت تمتلكه منذ عام 1720. نظرًا لأن المدخل الأصلي للمنزل المواجه لـ Schulerstraße (الذي استخدمه موزارت) قد تم تسويته لإفساح المجال لمتجر، يجب إدخال المنزل اليوم من خلفه في Domgasse.
في عام 1941, الذكرى 150 لوفاة موزارت، فتحت غرفه السابقة للجمهور كجزء من «أسبوع موزارت الألماني الإمبراطوري», وهو حدث اشتراكي وطني يهدف إلى تكريمه باعتباره مؤلفًا موسيقيًا «ألمانيًا نموذجيًا» (على عكس أسلوب حياته متعدد اللغات.). في عام 1945, تولى متحف فيينا إدارة المعرض. على الرغم من موقعه الجذاب على ما يبدو بالقرب من كاتدرائية سانت ستيفن، إلا أن أعداد الزائرين في ما يسمى ب «فيجارو هاوس» كانت متواضعة نسبيًا، حيث بلغت حوالي 80,000 زائر سنويًا.
في عام 2004, قامت شركة Wien Holding في مدينة فيينا بالتجديد الكامل لمتجر منزل موزارت وأعادت تصميمه للزوار، وتم الانتهاء من ذلك في الوقت المناسب لعام 2006, الذكرى 250 لميلاده. بعد التجديد الكامل، أصبح المبنى بأكمله (بما في ذلك الطابق السفلي الموسع) مركزًا مخصصًا لحياة الملحن وعمله، حيث تم دمج الغرف التي يشغلها موزارت نفسه. أشرف متحف فيينا على هذه العملية. تم تدمير تصميم الفناء التاريخي بشكل أساسي من خلال تركيب مصعد. تمت إزالة الأرضية الحجرية الأصلية من القرن السابع عشر للمطبخ وتم تلميع الباب الأصلي المصنوع من خشب البلوط لشقة موتسارت ونقله إلى مكان آخر.
يقدم منزل موزارت اليوم معلومات عن الملحن مع المعروضات التاريخية والمنشآت السمعية والبصرية، بينما يحتوي الطابق السفلي على قاعة أحداث بتمويل مشترك من الاتحاد الأوروبي. زار 340 ألف شخص المتحف في سنواته الثلاث الأولى.

## روابط خارجية
- الموقع الرسمي
- متحف فيينا